# Joe Mantegna
Joseph Anthony Mantegna este un actor american de origine italiană, producător, scenarist și regizor.  

## Filmografie

### Film
| An   | Titlu                            | Rol                                           | Note                |
| ---- | -------------------------------- | --------------------------------------------- | ------------------- |
| 1976 | Medusa Challenger                | Joe                                           |                     |
| 1978 | Towing                           | Chris                                         |                     |
| 1978 | A Steady Rain                    | N/A                                           |                     |
| 1979 | To Be Announced                  | N/A                                           |                     |
| 1979 | Elvis                            | Joe Esposito                                  |                     |
| 1979 | Bleacher Bums                    | Decker                                        |                     |
| 1980 | Xanadu                           | The Muses                                     | Scene șterse        |
| 1983 | Second Thoughts                  | Orderly                                       |                     |
| 1985 | Compromising Positions           | Bruce Fleckstein                              |                     |
| 1986 | The Money Pit                    | Art Shirk                                     |                     |
| 1986 | Off Beat                         | Pete Peterson                                 |                     |
| 1986 | Three Amigos                     | Harry Flugleman                               |                     |
| 1987 | Critical Condition               | Arthur Chambers                               |                     |
| 1987 | House of Games                   | Mike                                          |                     |
| 1987 | Weeds                            | Carmine                                       |                     |
| 1987 | Suspect                          | Charlie Stella                                |                     |
| 1988 | Things Change                    | Jerry                                         |                     |
| 1989 | Wait Until Spring, Bandini       | Bandini                                       |                     |
| 1990 | The Godfather Part III           | Joey Zasa                                     |                     |
| 1990 | Alice                            | Joe                                           |                     |
| 1991 | Queens Logic                     | Al                                            |                     |
| 1991 | Homicide                         | Bobby Gold                                    |                     |
| 1991 | Bugsy                            | George Raft                                   |                     |
| 1993 | Body of Evidence                 | Robert Garrett                                |                     |
| 1993 | Family Prayers                   | Martin Jacobs                                 |                     |
| 1993 | Searching for Bobby Fischer      | Fred Waitzkin                                 |                     |
| 1994 | Baby's Day Out                   | Eddie                                         |                     |
| 1994 | Airheads                         | Ian                                           |                     |
| 1995 | Captain Nuke and the Bomber Boys | Joey Franelli                                 |                     |
| 1995 | For Better or Worse              | Stone                                         |                     |
| 1995 | Forget Paris                     | Andy                                          |                     |
| 1995 | Above Suspicion                  | Alan Rhinehart                                |                     |
| 1996 | Eye for an Eye                   | Det. Sgt. Denillo                             |                     |
| 1996 | Up Close and Personal            | Bucky Terranova                               |                     |
| 1996 | Underworld                       | Frank Gavilan / Frank Cassady / Richard Essex |                     |
| 1996 | Albino Alligator                 | A.T.F. Agent G.D. Browning                    |                     |
| 1996 | Thinner                          | Richie Ginelli                                |                     |
| 1996 | Persons Unknown                  | Jim Holland                                   |                     |
| 1998 | Jerry and Tom                    | Tom                                           |                     |
| 1998 | The Wonderful Ice Cream Suit     | Gomez                                         |                     |
| 1998 | For Hire                         | Alan Webber                                   |                     |
| 1998 | Hoods                            | Angelo Martinelli                             |                     |
| 1998 | Celebrity                        | Tony Gardella                                 |                     |
| 1998 | Boy Meets Girl                   | Il Magnifico                                  |                     |
| 1999 | Airspeed                         | Raymond Stone                                 |                     |
| 1999 | Error in Judgment                | Eric                                          |                     |
| 1999 | The Runner                       | Rocco                                         |                     |
| 1999 | Liberty Heights                  | Nate Kurtzman                                 |                     |
| 2000 | Lakeboat                         | Guy at Gate                                   | Nemenționat         |
| 2000 | Body and Soul                    | Alex Dumas                                    |                     |
| 2000 | More Dogs Than Bones             | Desalvo                                       |                     |
| 2000 | The Last Producer                | TBA                                           |                     |
| 2001 | Fall: The Price of Silence       | Agent Jim Danaher                             |                     |
| 2001 | The Trumpet of the Swan          | Monty                                         | Rol de voce         |
| 2001 | Laguna                           | Nicola Pianon                                 |                     |
| 2001 | Off Key                          | Ricardo Palacios                              |                     |
| 2001 | Turbulence 3: Heavy Metal        | Frank Garner                                  |                     |
| 2002 | Mother Ghost                     | Jerry                                         |                     |
| 2003 | Uncle Nino                       | Robert Micelli                                |                     |
| 2004 | First Flight                     | Robert Sloan                                  | Rol de voce         |
| 2004 | Stateside                        | Gil Deloach                                   |                     |
| 2004 | Pontormo: A Heretical Love       | Pontormo                                      |                     |
| 2004 | A Very Married Christmas         | Frank Griffin                                 |                     |
| 2005 | Nine Lives                       | Richard                                       |                     |
| 2005 | Edmond                           | Man in Bar                                    |                     |
| 2005 | The Kid & I                      | Davis Roman                                   |                     |
| 2007 | Elvis and Anabelle               | Charlie                                       |                     |
| 2007 | Naked Fear                       | Sheriff Tom Benike                            |                     |
| 2007 | Cougar Club                      | Mr. Stack                                     |                     |
| 2007 | Stories USA                      | Mike (segmentul "Club Soda")                  |                     |
| 2007 | The Simpsons Movie               | Fat Tony                                      | Rol de voce; cameo  |
| 2008 | Hank and Mike                    | Mr. Pan                                       |                     |
| 2008 | West of Brooklyn                 | Gaetano D'Amico                               |                     |
| 2008 | Witless Protection               | Dr. Rondog 'Doc' Savage                       |                     |
| 2008 | Redbelt                          | Jerry Weiss                                   |                     |
| 2008 | Childless                        | Richard                                       |                     |
| 2008 | Who's Wagging Who?               | Rudy                                          | Rol de voce         |
| 2008 | Justice League: The New Frontier | Crooner                                       | Rol de voce         |
| 2008 | The Last Hit Man                 | Harry Tremayne                                |                     |
| 2009 | Lonely Street                    | Jerry Finkelman                               |                     |
| 2009 | Archie's Final Project           | Indian Psychiatrist                           |                     |
| 2009 | The Assistants                   | Gary Greene                                   |                     |
| 2009 | The House That Jack Built        | Jack Jr.                                      |                     |
| 2010 | Pop Shock                        | Billy                                         |                     |
| 2010 | Valentine's Day                  | Angry Driver                                  |                     |
| 2010 | Hannah Mantegna                  | Hannah Mantegna                               | Film de scurtmetraj |
| 2011 | Cars 2                           | Grem                                          | Rol de voce         |
| 2011 | Sacks West                       | N/A                                           | Film de scurtmetraj |
| 2011 | The Yule Tide Good Samaritan     | Tim O'Neill                                   |                     |
| 2013 | Compulsion                       | Detectiv Reynolds                             |                     |
| 2014 | 10 Cent Pistol                   | Punchy                                        |                     |
| 2014 | AirBurst: The Soda of Doom       | MM-Ci                                         | Rol de voce         |
| 2015 | Kill Me, Deadly                  | Bugsy Siegel                                  |                     |
| 2016 | The Bronx Bull                   | Rick Rosselli                                 |                     |